# Aubri Ibrag
Aubri Ibrag (russisch Обри Ибраг ‚Obri Ibrag‘; * 2001 in Moskau) ist eine russisch-australische Schauspielerin, Model und Webvideoproduzentin.

## Leben und Karriere
Ibrag wurde in Moskau geboren. Sie lebte dort bis zu ihrem zehnten Lebensjahr, bevor sie mit ihrer Familie nach Melbourne zog. Ihre Familie stammt ursprünglich aus Dagestan.
Ibrag begann ihre öffentliche Karriere im September 2015 mit einem YouTube-Kanal, auf dem sie hauptsächlich Make-up-Tutorials veröffentlichte. Der Kanal gewann schnell an Popularität. Parallel dazu arbeitete sie als Model. September 2021 entschied sie sich, ihren Fokus auf die Schauspielerei zu legen, und löschte die meisten ihrer YouTube-Inhalte.
Ihr Schauspieldebüt gab sie 2021 in der Dramaserie Dive Club, in der sie die Hauptrolle übernahm. 2023 spielte sie in der Serie The Buccaneers mit.

## Filmografie
Filme
- 2021: Dive Club (Fernsehserie, 12 Episoden)
- seit 2023: The Buccaneers (Fernsehserie, 8 Episoden)